# دره لوگلا
دره لوگلا (به لاتین: Lugela Valley) یک دره در گرجستان است.